# 체르닌스키궁

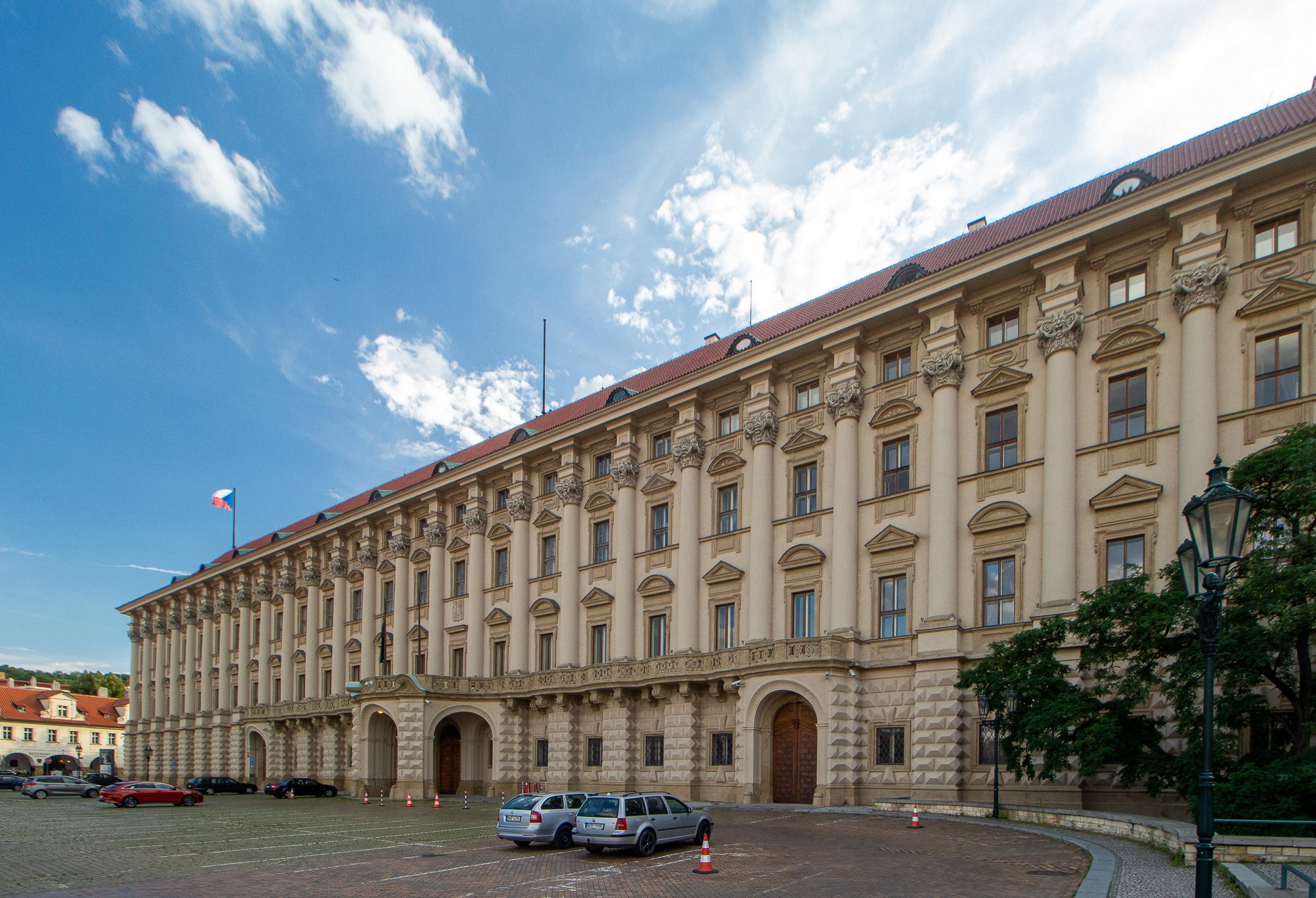
체르닌스키궁

체르닌스키궁(체코어: Černínský palác)은 체코 프라하 프라하 1에 있는 궁전이다. 프라하의 바로크 양식 궁전 중 가장 큰 규모로, 1930년대부터 체코슬로바키아 외무부와 체코 외무부 사무실로 사용되었다. 이 궁전은 1660년대에 베네치와와 로마의 합스부르크 제국 대사 였던 외교관 험프레이트 얀 체르닌이 위임하여 건설되었다.